# Valleruela de Pedraza
Valleruela de Pedraza – gmina w Hiszpanii, w prowincji Segowia, w Kastylii i León, o powierzchni 9,7 km². W 2011 roku gmina liczyła 84 mieszkańców.